# 鉾島
鉾島（ほこしま）は、福井県福井市南菅生町に位置する黒雲母角閃石流紋岩の柱状節理の島である。
約1500万年にマグマが周囲の地層を貫いた柱状節理でできており地学的に東尋坊や雄島の柱状節理を調べる上で重要な島である。
また、頂上にはクロマツ等がのこり海鳥の巣もある、また釣り人やドライブの休憩場としても人気の島である。

## 交通アクセス
- 福井駅から京福バス鮎川線バス45分／北陸自動車道福井北ICから車で50分